# BK Camelopardalis
BK Camelopardalis (BK Cam) es una estrella de magnitud aparente +4,73 encuadrada en la constelación boreal de Camelopardalis, la jirafa.
Se encuentra a una distancia de 762 años luz, de acuerdo a la nueva reducción de los datos de paralaje del satélite Hipparcos (4,28 ± 0,48).
BK Camelopardalis es una estrella blanco-azulada de la secuencia principal de tipo espectral B2.5Vne.
Tiene una temperatura superficial, una vez corregida por el oscurecimiento gravitatorio, de 20.843 K.
Su radio estimado es 4,5 veces más grande que el del Sol y gira sobre sí misma con una velocidad de rotación proyectada de 341 km/s.
La inclinación de su eje de rotación respecto a la línea de visión es de 66,7º.
Posee una masa de 7,5 masas solares y una edad de 31,6 ± 5,1 millones de años.
BK Camelopardalis es una estrella binaria, cuya duplicidad ha sido resuelta mediante interferometría de moteado.
Es una estrella Be y mostraba variaciones espectroscópicas con un período de aproximadamente 4,5 años, antes de entrar en un estado de inactividad que duró de 1938 a 1961.
Se halla rodeada por una envoltura gruesa en longitudes de onda del infrarrojo.
Además, parece ser ligeramente variable —su amplitud de variación sería de 0,057 magnitudes— a corto plazo (0,108 días).